# Wojciech Deneka
Wojciech Deneka (ur. 9 stycznia 1946 we Wleniu, zm. 16 grudnia 2013 w Poznaniu) – polski aktor i lalkarz.

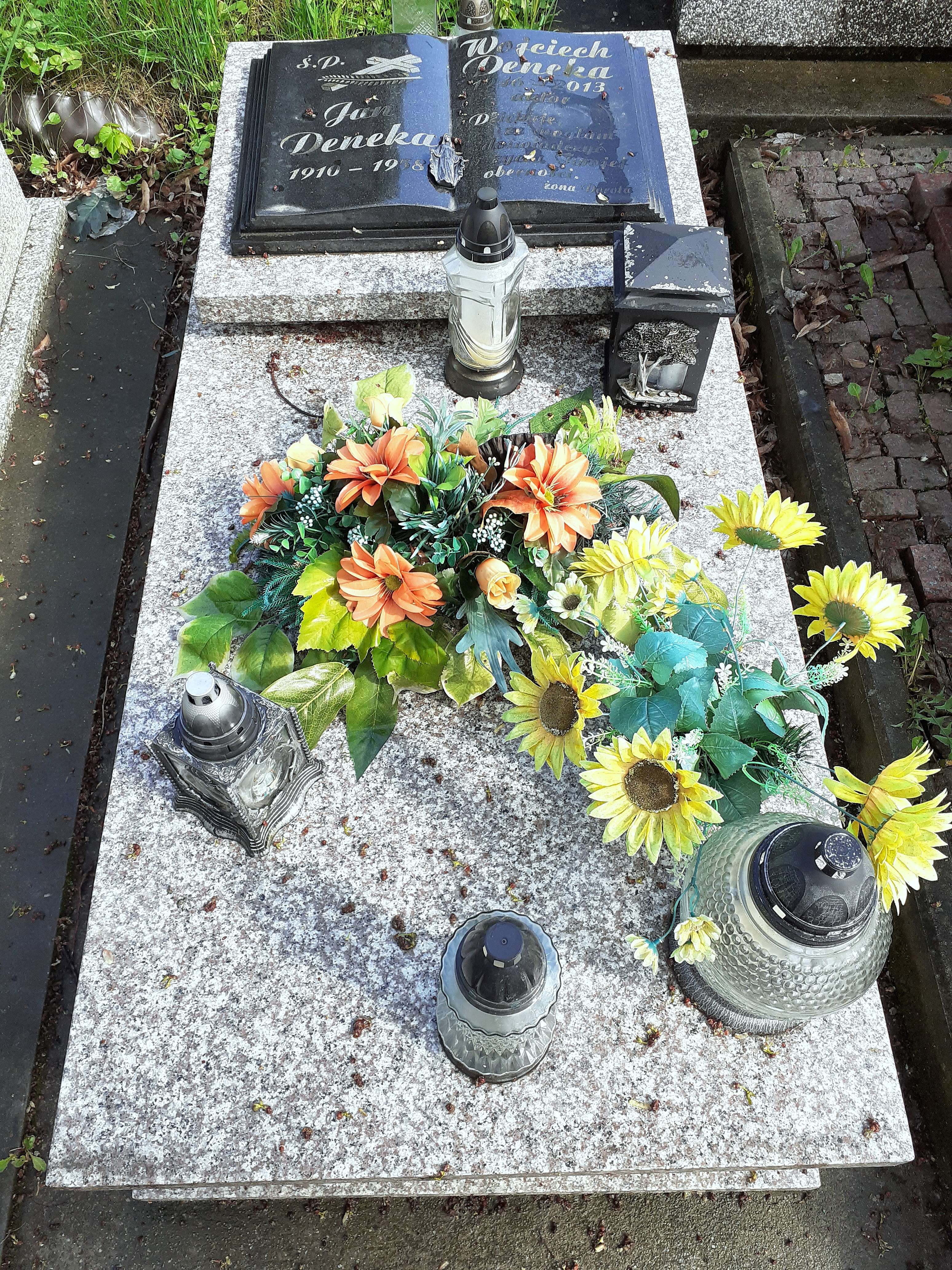
Grobowiec rodzinny Wojciecha Deneki

## Życiorys
W latach 1997–2013, aktor Teatru Nowego w Poznaniu. Wcześniej występował m.in. w Teatrze im. Wandy Siemaszkowej w Rzeszowie, Teatrze Lalki i Aktora Kacperek w Rzeszowie, Teatrze Lalek Banialuka w Bielsku-Białej, Opolskim Teatrze Lalki i Aktora im. Alojzego Smolki, Państwowym Teatrze Lalki Tęcza w Słupsku, Teatrze Lalek Pleciuga w Szczecinie, Teatrze im. Juliusza Osterwy w Gorzowie Wielkopolskim, Lubuskim Teatrze im. Leona Kruczkowskiego w Zielonej Górze, Teatrze Dramatycznym w Elblągu. Współpracował z Teatrem Muzycznym w Poznaniu i Teatrem Usta Usta Republika. Pogrzeb aktora odbył się 27 grudnia 2013 na cmentarzu Pobitno w Rzeszowie.

## Filmografia
- 1997: Boża podszewka, jako Werfel
- 2001: Wiedźmin, jako krasnolud Cranmer
- 2002: Wiedźmin, jako krasnolud Cranmer
- 2004–2013: Pierwsza miłość, jako Stefan, lekarz weterynarii
- 2012: Leon i Barbara
- 2012: Ja to mam szczęście!, jako pan Staszek

## Wybrane role teatralne
- 1997: Maszyna do liczenia, jako pan Ziro
- 1998: Crocodilia, jako Policmajster
- 1999: Jaskinia filozofów, jako Platon
- 1999: Androkles i lew, jako Androkles
- 2001: Wesele, jako Dziad
- 2002: Król umiera, czyli ceremonie, jako strażnik
- 2003: Król Ryszard III, jako Cień
- 2004: Opera Kozła
- 2004: Driver
- 2005: Ożenek, jako Stiepan
- 2005: Alicja 0700
- 2005: Romeo i Julia, jako Śmiejący się Przyspieszacz Losu
- 2008: Burza, jako Jego Wczesna Wersja
- 2009: Udając ofiarę, jako kierownik restauracji
- 2009: Don Juan, jako Fiołek
- 2010: Lobotomobil, jako prof. Jakub Richter
- 2011: Wesele Figlary, czyli obraz i podobieństwo, jako pan Czyścik
- 2011: Bestia, jako kucharz od mięs
- 2011: Człowiek z La Manchy, jako Naczelnik i Oberżysta
- 2012: Dwunastu gniewnych ludzi, jako przysięgły nr 9
- 2013: Lokatorzy, jako Julian, radny, T.

## Upamiętnienie
Na osiedlu Bolesława Śmiałego w Poznaniu odsłonięto tablicę ku czci artysty (19 grudnia 2014). Deneka współpracował z tutejszymi Warsztatami Terapii Zajęciowej.